# Ricard d'Aversa
Ricard I d'Aversa, fill de Asclettin Quarrel i nebot de Rainulf Drengot., és el sisè comte normand d'Aversa l'any 1049. És igualment príncep de Càpua.

## Biografia
Richard es va aliar amb el senyor normand de Melfi, el comte Onfroi de Apulia contra la coalició anti-normanda i va participar en la batalla de Civitate (1053), on els normands van resultar victoriosos sobre les forces papals aliades al Sacre Imperi Romanogermànic i als romans d'Orient d'Itàlia. El juny de 1058, pren Càpua, seu d'un petit principat llombard, controla el ducat romà d'Orient de Gaeta i el seu poder és oficialment reconegut pel papat l'any 1059 al tractat de Melfi.
Esdevingut « comte d'Aversa i príncep de Càpua, gentilhome de Gaeta », associa al poder el seu fill Jourdain, nascut del seu casament amb Frédésende, filla de Tancrède de Hauteville i germana de Robert Guiscard. Mor l'any 1078 designant Jourdain com a successor.